# دوستان و عاشقان (فیلم)
دوستان و عاشقان (انگلیسی: Friends & Lovers) فیلمی در ژانر رمانتیک است که در سال ۱۹۹۹ منتشر شد.
این فیلم به‌طور کلی بررسی‌های منفی دریافت کرد. راتن تومیتوز گزارش داد ۷٪ از منتقدان به این فیلم ۲/۲ از ۱۰ نمره دادند.

## بازیگران
- استیون بالدوین
- کلودیا شیفر
- رابرت داونی جونیور
- دنی نوچی
- جورج نیوبرن
- آلیسون ایستوود
- دیوید راشی
- لیون رابینسون
- آنا مگنوسون
- جیمی لونر